# Fulvio Balatti
Fulvio Balatti, född 3 januari 1938 i Mandello del Lario, död 28 oktober 2001, var en italiensk roddare.
Balatti blev olympisk bronsmedaljör i fyra med styrman vid sommarspelen 1960 i Rom.